# UPhongolo Local Municipality
uPhongolo, auch Uphongolo (englisch uPhongolo Local Municipality), ist eine Lokalgemeinde im Distrikt Zululand der südafrikanischen Provinz KwaZulu-Natal. Der Verwaltungssitz der Gemeinde befindet sich in Pongola. Bürgermeisterin ist B. C. Nhlabathi.
Namensgeber der Gemeinde ist der Fluss Uphongolo, ein isiZulu-Wort, der auch Pongola genannt wird. Der Flussname leitet sich aus einer Situationsbeschreibung wie „trogartig“, „Fluss mit Senken“ oder „langen Tümpeln“ ab.

## Geographie
uPhongolo liegt im Norden des Zululand-Distrikts und grenzt an Eswatini und die Provinz Mpumalanga. Die N2 bietet der Gemeinde einen guten Anschluss an das Verkehrsnetz. Der Mkuze und der Pongola fließen durch das Gebiet der Gemeinde. Im Osten befindet sich der Pongolapoort-Stausee, dessen Zufluss der Pongola ist.

## Städte und Orte
| - Beginsel - Belgrade - Bongaspoort - EGolela - Highlands - Kranskloof - Mkwakweni - Ncotshane | - Oranjedal - Pongola - Rhebokfontein - Rosendal - Tobolsk - Whitecliff - Zwartkloof |

## Bevölkerung
Im Jahr 2011 hatte die Gemeinde 127.238 Einwohner auf einer Fläche von 3239 Quadratkilometern. Davon waren 98,1 % schwarz und 1,5 % weiß. Erstsprache war zu 93,8 % isiZulu, zu 1,5 % Afrikaans, zu 1,2 % isiNdebele und zu 1,1 % Englisch.

## Wirtschaft
Da uPhongola ein zu großen Teilen ländliches Gebiet ist, besteht der Großteil wirtschaftlicher Aktivitäten aus der Landwirtschaft und dem Tourismus. Es werden hauptsächlich Zuckerrohr und Zitrusfrüchte angebaut. Da die Rohprodukte oft zur Weiterverarbeitung in andere Industriezentren gebracht werden, besteht für die Gemeinde kaum Potenzial zur Schaffung von neuen Arbeitsplätzen. Weitere Arbeitgeber im Gemeindegebiet sind das Baugewerbe und der öffentliche Sektor.

## Sehenswürdigkeiten
- Ithala-Wildreservat
- Pongola-Naturschutzgebiet: Es ist, nach eigenen Angaben, das älteste Wildtierreservat Südafrikas und wurde 1894 von Präsident Paul Kruger gegründet. Aufgrund des Zweiten Burenkriegs geschlossen, wurde auf dem gleichen Gebiet 1964 das Pongola-Naturschutzgebiet eröffnet.
- Pongolapoort-Stausee: Er wurde zur Bewässerung der umliegenden Gebiete gebaut und ist der drittgrößte See Südafrikas. Der See ist bei Anglern für den Tigersalmler bekannt.[5]